# Stanko Poklepović
Stanko Poklepović, pseud. Špaco, (ur. 19 kwietnia 1938 w Splicie, zm. 24 grudnia 2018 tamże) – chorwacki piłkarz i trener piłkarski. Jako piłkarz występował na pozycji środkowego obrońcy. Porozumiewa się po chorwacku i angielsku. Jest żonaty, mieszka w Splicie.

## Kariera szkoleniowa – praca klubowa
Poklepović całą karierę grał w drugoligowym klubie jugosłowiańskim RNK Split. Po zakończeniu piłkarskiej kariery, uzyskał dyplom Akademii Fizycznej w Zagrzebiu, który pozwolił mu zostać trenerem. Warto zauważyć, że wcześniej na uniwersytecie w Splicie zdobył wykształcenie stoczniowca. Pierwszą pracą trenerską był angaż w Hajduku Split, gdzie zatrudniono go jako trenera drużyn młodzieżowych, działo się to w latach 1974–1979. Warto zauważyć, że wychowywał tam takich zawodników jak Stjepan Andrijasević czy Aljoša Asanović. Po tym czasie awansował na asystenta trenera, którym był wówczas Tomislav Ivić, a w roku 1983 otrzymał od zarządu misję pełnienia funkcji szkoleniowca pierwszej drużyny, co łączył z funkcją pierwszego trenera reprezentacji Jugosławii B. Nie osiągnął jednak wymiernych sukcesów, a w roku 1987 działacze pochodzącego z Czarnogóry zespołu FK Budućnost Podgorica zaproponowali mu objęcie posady szkoleniowca tejże drużyny. Pomimo gry w pierwszej lidze, zespół był średniakiem ligi jugosłowiańskiej a zniecierpliwieni brakiem sukcesów, działacze Budućnosti w roku 1989 zwolnili go z funkcji trenera. Szybko znalazł jednak inną posadę, ponieważ pracę z drużyną zaproponowali mu działacze pochodzącego z Bośni zespołu Borac Banja Luka. Poklepović był jednak szkoleniowcem tego zespołu tylko w sezonie 1989/1990. W sezonie 1990/1991 Poklepović był już trenerem cypryjskiego zespołu APOEL Nikozja, z którym zajął 3. miejsce w lidze. Na początku sezonu Poklepoviciowi zaproponowano ponownie pracę z Hajdukiem Split, tym razem po raz pierwszy w lidze chorwackiej. Praca w Hajduku była bardzo owocna, ponieważ już w pierwszym sezonie Poklepović wywalczył wraz z drużyną mistrzostwo i Superpuchar Chorwacji. W sezonie 1992/1993 zdobył Puchar Chorwacji i Superpuchar, ale po sezonie został zmieniony na stanowisku przez Ivana Katalinicia.
Pracę na stanowisku trenera Hajduka Split, równolegle łączył z funkcją selekcjonera reprezentacji Chorwacji. Pracował na tym stanowisku 20 dni, zastępując legendarnego Dražena Jerkovicia, który zrezygnował z pracy z kadrą. Ogółem poprowadził kadrę w 3 meczach międzypaństwowych, o czym więcej w dziale Selekcjoner Chorwacji.
Po zakończeniu pracy z kadrą Chorwacji w roku 1994 objął funkcję selekcjonera reprezentacji Iranu, o czym więcej w wyżej wymienionym dziale. Po skończeniu przygody z kadrą Iranu objął stanowisko trenera drużyny Piroozi Teheran, które piastował w latach 1995–1997. Z drużyną zdobył dwa mistrzostwa i dwa puchary Iranu. W sezonie 1997/1998 był trenerem słoweńskiego zespołu NK Publikum Celje. Nie powiodło się jednak Poklepoviciowi – zajął 6. miejsce w lidze i został zwolniony ze stanowiska. Odszedł i w rundzie wiosennej sezonu 1997/1998 został trenerem zespołu NK Osijek, z którym zajął 5. miejsce w lidze. W sezonie 1999/2000 objął stanowisko najbardziej utytułowanego węgierskiego zespołu Ferencvaros Budapeszt. Nie udało się jednak całkowicie, ponieważ Ferencvaros zajął dopiero 5. miejsce w lidze, a sam Poklepović od tego czasu zawiesił swoją karierę trenerską.

## Praca jako selekcjoner Chorwacji i Iranu
Po rezygnacji Dražana Jerkovicia, Stanko Poklepović objął stanowisko selekcjonera Chorwatów. Był to dopiero czwarty oficjalny mecz po odzyskaniu przez Chorwację niepodległości od Jugosławii. Poklepović w roli selekcjonera zadebiutował 8 lipca 1992 w rozgrywanym w Melbourne spotkaniu przeciwko Australii. Chorwaci przegrali ten mecz 0:1 po golu Paula Martha w 62 minucie, był to więc debiut nieudany. Okazja do rehabilitacji nadarzyła się już trzy dni później, jednak i tym razem nie udało się zwyciężyć. Chorwaci przegrali mecz 1:3, a honorowe trafienie zaliczył Josip Weber w 34 minucie. Powiedzenie „do trzech razy sztuka” nie sprawdziło się 12 lipca 1992 w trzecim z rzędu spotkaniu z Australią. Chorwaci bezbramkowo zremisowali ten mecz, a sam Poklepović został zastąpiony przez Vlatko Markovicia, późniejszego prezesa HNS.
W roli selekcjonera Iranu zadebiutował 3 października 1994 w rozgrywanym w Hiroszimie meczu Pucharu Azji przeciwko Bahrajnowi. Nie był to jednak udany debiut, ponieważ Irańczycy zremisowali ten mecz 0:0, co było dużym sukcesem dla drużyny Bahrajnu. Okazja do rehabilitacji nadeszła w następnym meczu, zaledwie dwa dni później, 5 października z Turkmenistanem, który Iran zremisował 1:1. Następny mecz był rozgrywany 9 października z Chinami, który Iran przegrał 0:1. Już po tym spotkaniu Iran wracał do domu, więc mecz rozgrywany 11 października przeciwko Jemenowi miał już tylko prestiżowy charakter. Irańczycy wygrali aż 4:0, ale to nie uratowało posady Poklepoviciowi, od którego działacze irańskiej federacji oczekiwali znacznie więcej. Po otrzymaniu zwolnienia z pracy nie dostał od żadnego zespołu narodowego misji pełnienia funkcji selekcjonera.

## Osiągnięcia
- mistrzostwo i Superpuchar Chorwacji w sezonie 1991/1992 wraz z Hajdukiem Split
- Puchar i Superpuchar Chorwacji w sezonie 1992/1993 wraz z Hajdukiem Split
- mistrzostwo i Puchar Iranu w sezonie 1995/1996 wraz z Piroozi Teheran
- mistrzostwo i Puchar Iranu w sezonie 1996/1997 wraz z Piroozi Teheran